# آشاغی‌اولک (بتلیس)
آشاغی‌اولک (به ترکی استانبولی: Aşağıölek) یک منطقهٔ مسکونی در ترکیه است که در بیتلیس واقع شده‌است.